# ماریو دوناتونه
ماریو دوناتونه (ایتالیایی: Mario Donatone؛ ۹ ژوئن ۱۹۳۳ – ۱۴ آوریل ۲۰۲۰) بازیگر اهل ایتالیا بود.
از فیلم‌هایی که وی در آن نقش داشته‌است، می‌توان به پدرخوانده: قسمت سوم، پدیده، به خاطر رزانا، چهره پیکاسو، جان ویک: بخش ۲، بلیسیما و بوکاچو اشاره کرد.